# 东方直升机场
东方直升机场位于中國海南省东方市八所镇，距市区直线距离5.5公里。该机场由中信海直（原中国海洋直升机专业公司）投资建设。于2001年1月开工建设、2003年5月投入使用。该机场主要用于海上石油勘探，并同时承担其他海上、陆上航空服务业务及海上应急救援任务。2020年5月东方大田机场投入使用后，该机场停运并拆除。

## 概况
为服务海上石油开发建设，2001年中信海直投资1300万元在东方市八所镇新建直升机场，于2001年1月开工，2002年12月竣工。经民航部门与东方市相关部门验收合格后，于2003年1月试运行，同年5月正式投入运营。
机场设有一条250米*18米跑道，PCN值为24/R/B/W/T，同步设置停机坪一座和垂直联络道一条。设有综合办公楼一座（兼顾候机厅）和机库一座。机场配有两架EC155型直升机，主要用于海上石油勘探使用。